# Gunfight at the O.K. Corral
Gunfight at the O.K. Corral (prt: Duelo de Fogo; bra: Sem Lei e sem Alma) é um filme estadunidense de 1957, do gênero western, dirigido por John Sturges, com roteiro de Leon Uris. Sturges dirigiu em 1967 uma sequência do filme, Hour of the Gun, com James Garner como Wyatt Earp e Jason Robards como Doc Holliday.

## Sinopse
O filme conta uma versão romanceada de um fato real ocorrido no Velho Oeste dos Estados Unidos: o famoso tiroteio do O.K. Corral em Tombstone, território do Arizona, ocorrido de 26 de outubro de 1881.

## Elenco
- Burt Lancaster.... Wyatt Earp
- Kirk Douglas.... Doc Holliday
- Rhonda Fleming.... Laura Denbow
- John Ireland.... Johnny Ringo
- Jo Van Fleet.... Kate Fisher
- Lyle Bettger.... Ike Clanton
- Frank Faylen.... xerife Cotton Wilson
- Earl Holliman.... Charlie Bassett
- Ted de Corsia.... Shanghai Pierce
- Dennis Hopper.... Billy Clanton
- Whit Bissell.... John P. Clum
- George Mathews.... John Shanssey
- John Hudson.... Virgil Earp
- DeForest Kelley.... Morgan Earp
- Martin Milner.... James 'Jimmy' Earp
- Kenneth Tobey....Bat Masterson
- Lee Van Cleef.... Ed Bailey
- Joan Camden].... Betty Earp
- Olive Carey.... sra. Clanton
- Brian G. Hutton.... Rick
- Nelson Leigh.... prefeito Kelly
- Jack Elam.... Tom McLowery
- Franklyn Farnum .... Barfly (não-creditado)

## Prêmios e indicações
Oscar 1958
- Indicado
  - Melhor som[5]
  - Melhor montagem/edição[5]